# Fred Sandback
Fred Sandback, rodným jménem Frederick Lane Sandback (29. srpna 1943 – 23. června 2003) byl americký minimalistický sochař.

## Život
Narodil se roku 1943 ve vesnici Bronxville ve státě New York. Původně se zajímal o hudbu a sestrojil také několik hudebních nástrojů (banja a dulcimery). V roce 1966 získal diplom z filosofie na Yaleově univerzitě, o tři roky později zde pak dokončil studium sochařství. Mezi jeho učitele patřili například Robert Morris a Donald Judd. Jeho tvorba spočívala převážně v dílech vytvořených za pomoci barevných nití. Roku 2003 spáchal ve svém newyorském ateliéru sebevraždu.